# Jean-Christophe Bahebeck
Jean-Christopher Bahebeck (Saint-Denis, 1993. május 1. –) francia utánpótlás válogatott labdarúgó, a Palmaflor játékosa.

## Sikerei, díjai

### Klub
- Paris Saint-Germain
  - Francia bajnok: 2014–15
  - Francia kupa: 2014–15
  - Francia ligakupa: 2014–15
  - Francia szuperkupa: 2014, 2015

### Válogatott
- Franciaország U20
  - U20-as labdarúgó-világbajnokság: 2013